# Ga Gamsam
Ga Gamsam là ga của Tàu điện ngầm Daegu tuyến 2 in Gamsam-dong, Duryu-dong, Dalseo-gu, và Naedang-dong, quận Seo, Daegu, Hàn Quốc.

## Liên kết
- (tiếng Hàn) Trạm thông tin mạng[liên kết hỏng] từ Tổng công ty đường sắt cao tốc đô thị Daegu